# Bomba

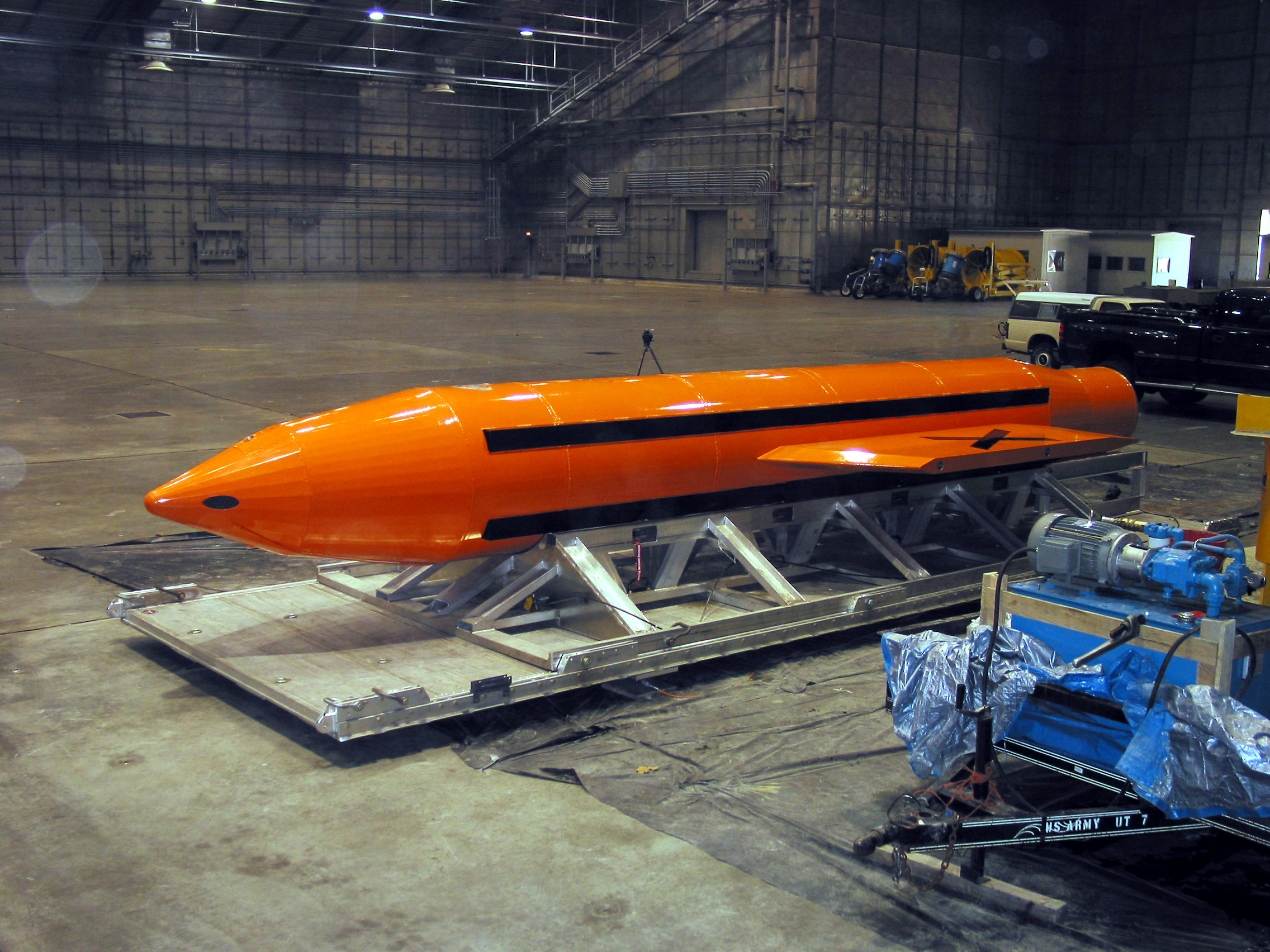
Ciężka bomba lotnicza GBU-43/B MOAB

Bomba – broń w postaci ładunku materiału wybuchowego, zazwyczaj w specjalnej obudowie, wyposażonego w mechanizm detonujący (zapalnik). 
To rodzaj pocisku o działaniu wybuchowym służący do niszczenia celów naziemnych, nawodnych lub podwodnych zrzucany z samolotu (bomba lotnicza) albo z okrętu (bomba głębinowa).  Służy przede wszystkim do niszczenia obiektów siłą energii wybuchu, rażąc odłamkami lub wywołując pożar. Bomby zaliczane do broni masowego rażenia zamiast materiału wybuchowego posiadają atomowy, biologiczny lub chemiczny ładunek bojowy.
Określenie „bomba” w ujęciu wojskowym odnosi się przeważnie do amunicji zrzucanej ze statków powietrznych (bomby lotnicze) albo zrzucanej z samolotów lub okrętów i służącej do zwalczania okrętów podwodnych (bomby głębinowe). Dawniej była to także amunicja artyleryjska w kształcie kuli wypełnionej prochem zapalanym za pomocą lontu. Z drugiej strony bombami nazywa się też naziemne urządzenia wybuchowe, stacjonarne lub przenośne, używane najczęściej w celach kryminalnych lub terrorystycznych (porównaj wojskowe: mina i fugas).

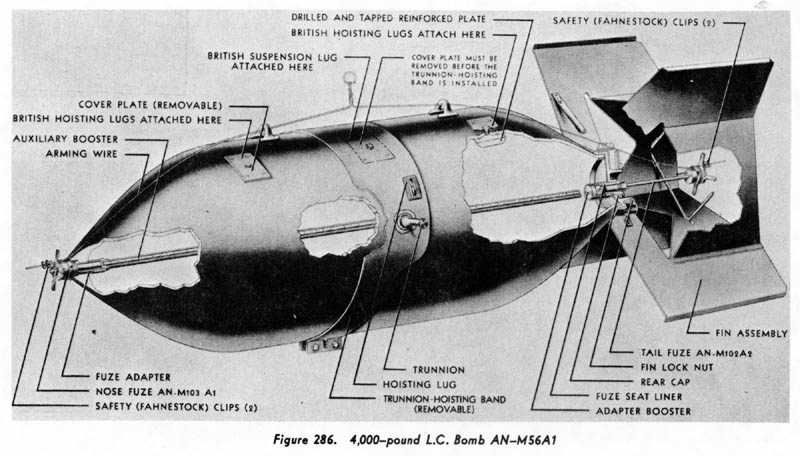
Konstrukcja bomby AN-M56

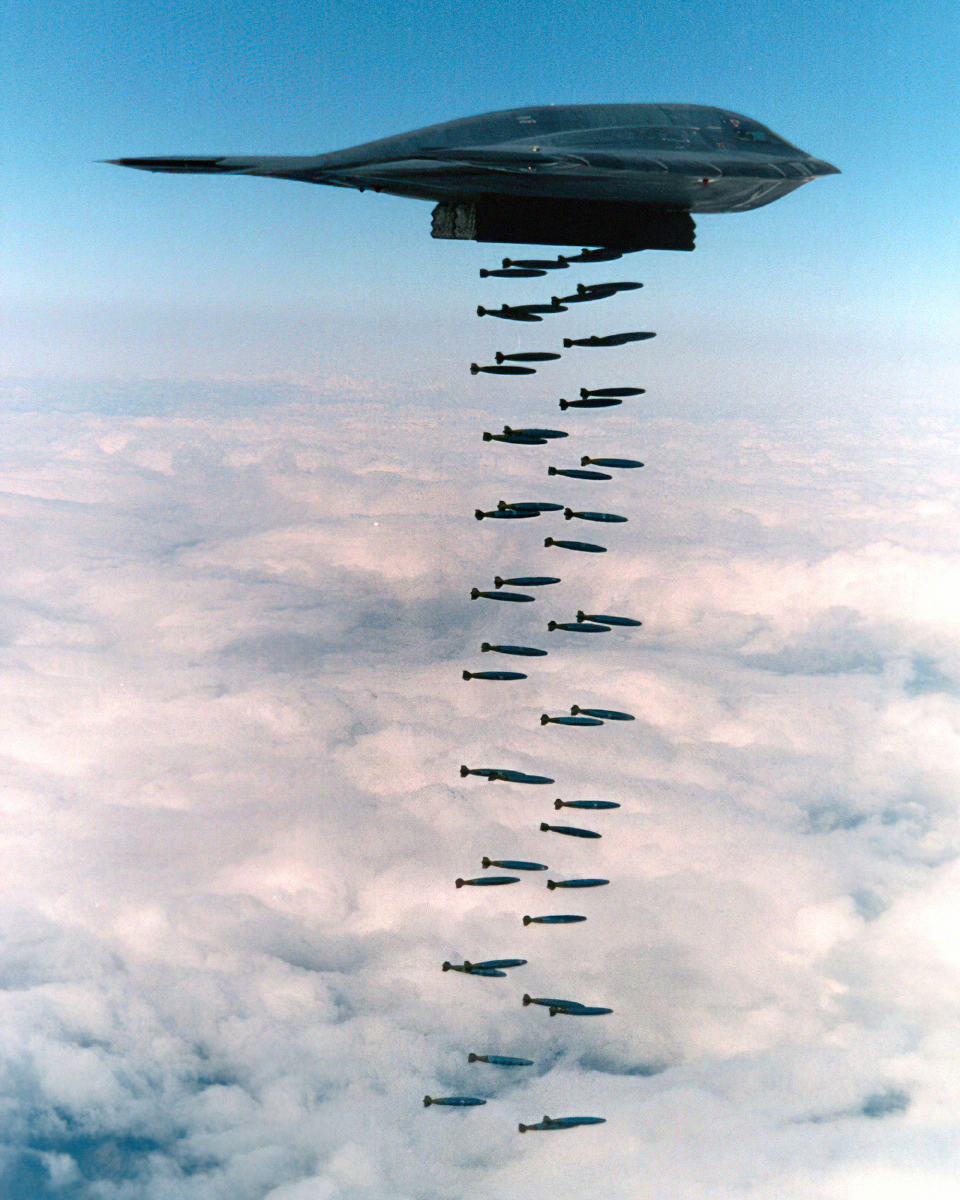
B-2 Spirit zrzucający bomby Mark 82, 1994, Kalifornia

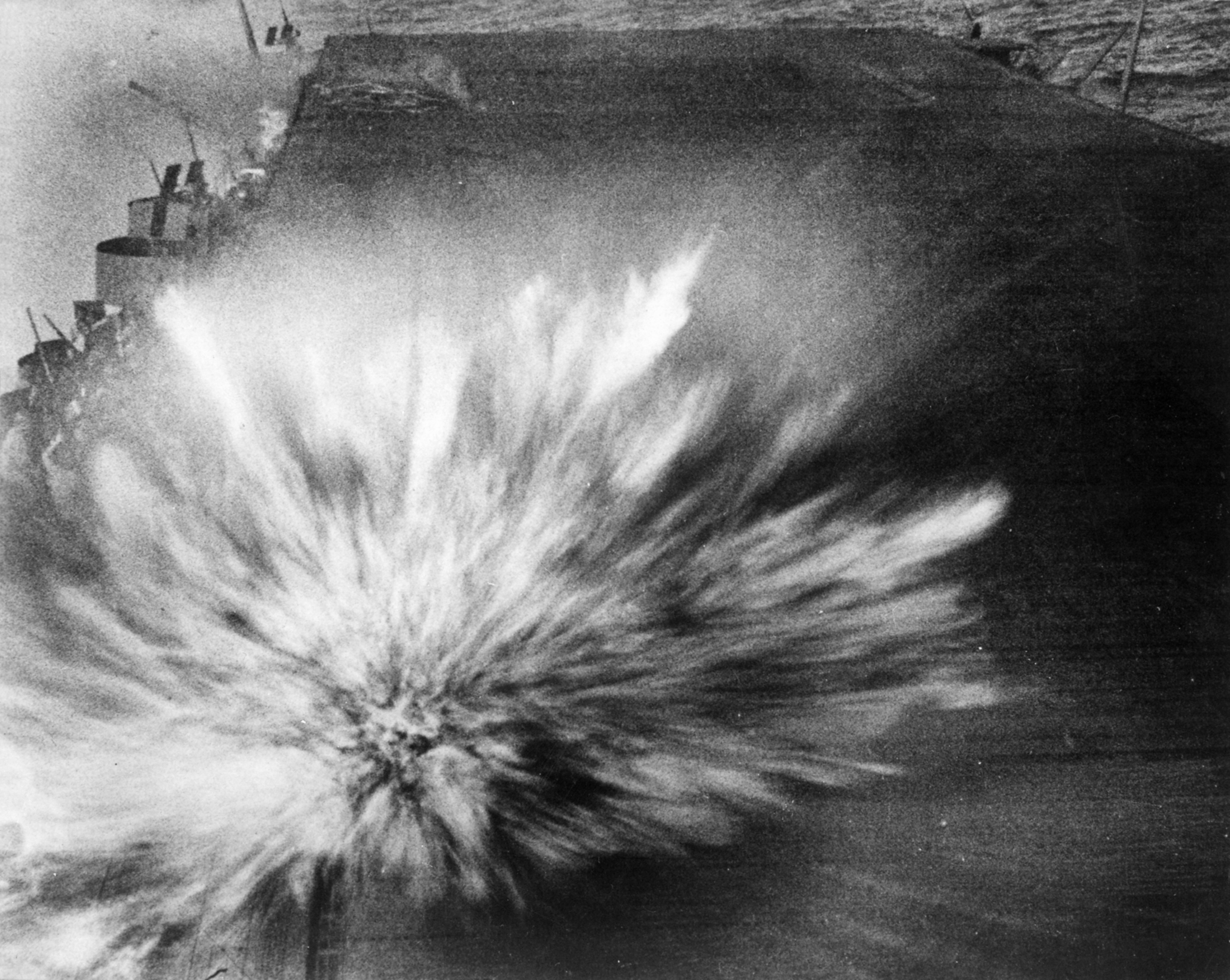
Wybuch japońskiej bomby na pokładzie USS Enterprise (CV-6), 24 sierpnia 1942 r.

## Rodzaje bomb
- bomba atomowa
- bomba elektromagnetyczna
- bomba głębinowa
- bomba kasetowa
- bomba lotnicza
- bomba paliwowo-powietrzna

## Inne podziały bomb
Główne:
- burzące
- odłamkowe
- burząco-odłamkowe
- kulkowe

Specjalne:
- oświetlające
- błyskowe
- sygnalizacyjne
- propagandowe

Bomby będące bronią masowego rażenia:
- bomba atomowa (jądrowa)
- bomba biologiczna
- bomba chemiczna
- bomba termojądrowa (bomba wodorowa)
- brudna bomba
- bomba próżniowa